# Кошачья оргия
«Кошачья оргия» (англ. Cat Orgy) — эпизод 307 (№ 38) сериала «Южный Парк», премьера которого состоялась 14 июля 1999 года. Это первый эпизод трилогии, часто называемой «Трилогия о метеорном дожде», в которой 3 различных истории происходят в одну и ту же ночь. Другие 2 эпизода трилогии — «Два голых парня в горячей ванне» и «Иубилей». В этой серии рассказывается история, произошедшая в ночь метеорного дождя с Эриком Картманом.

## Сюжет
В ночь метеорного дождя мама Картмана, Лиэн, уходит на вечеринку, которую устраивает мистер Мэки; Эрик остаётся под присмотром Шелли, 12-летней сестры Стэна. Шелли начинает бить Картмана сразу же, как только уходит его мама, а затем приглашает в гости своего 22-летнего бойфренда, Скайлера. В качестве доказательства того, что няня нарушила запрет на приглашение гостей, Картман фотографирует целующихся Шелли и Скайлера. Он пытается отправить фото маме, привязав его к ошейнику Китти, но кошка возвращается к входной двери, и Шелли забирает снимок.
Скайлер устраивает в доме репетицию своей группы, «Властители преисподней» (англ. The Lords of the Underworld), которая исполняет песню, посвящённую Шелли. Затем Шелли говорит, что звучание группы устарело как минимум на неделю, и поёт песню собственного сочинения. Картман звонит маме и жалуется на поведение няни, но Лиэн ему не верит. Картман решает записать речь Шелли и её бойфренда на диктофон.
У Китти течка, и она убегает из дома в поисках кота. После неудачной попытки совокупиться с ожиревшим уличным котом она натыкается на группу котов и приводит их в дом Картманов. Коты открывают пачку кошачьей мяты и начинают безумствовать.
Во время метеорного дождя Скайлер приходит в бешенство, поскольку Шелли не хочет заняться с ним сексом. Картман записывает весь их разговор, чтобы навредить Шелли, но затем проникается к ней жалостью, когда Скайлер бросает её и она плачет на диване.
Картман и Шелли вместе решают отомстить и пробираются к дому Скайлера. Эрику удаётся выманить Скайлера на улицу, используя записанную на диктофон имитацию голоса Сальмы Хайек; в это время Шелли проникает внутрь и ломает любимую гитару своего бывшего бойфренда. Вернувшись домой, они обнаруживают, что Китти устроила дома кошачью оргию. Появляется Скайлер, вне себя от бешенства, но Картман бросает в него пачку кошачьей мяты, после чего на него набрасываются коты. Мисс Картман возвращается домой, и Шелли с Картманом начинают сваливать вину друг на друга, но, к их счастью, мисс Картман настолько пьяна, что падает на диван и засыпает, не заметив беспорядка.

## Пародии
- В начале и конце эпизода Картман исполняет песню Уилла Смита «Wild Wild West» с изменёнными словами и ритмом. Это пародия на фильм Дикий, дикий Вест, который вышел в один день с полнометражным мультфильмом «Саут-Парк: большой, длинный и необрезанный».
- Когда Картману удаётся сделать фотографию Шелли с бойфрендом, он восклицает «Ага, попались!» (в оригинале «Ha, ha charade you are»). Это повторяющаяся строка из песни Pink Floyd «Pigs (Three Different Ones)» с альбома 1977 года «Animals».
- В эпизоде можно увидеть, как Картман смотрит фильм «Чужие». Эрик повторяет фразу Ньют: «Они обычно приходят ночью. Обычно», и несколько раз переиначивает эту фразу на протяжении эпизода:
  - «Она обычно страшно сердится. Обычно» (имея в виду свою маму, когда Скайлер впервые приходит в дом к Картману);
  - «Дождь обычно же бывает раз в несколько лет. Обычно» (о метеорных дождях, когда пытается уговорить Шелли взять его с собой и Скайлером посмотреть на метеоры);
  - «Ты больше никогда не будешь за мной присматривать. Обычно» (в адрес Шелли, после разрешения пойти с ней смотреть метеорный дождь).
- Картман говорит Китти «Ты моя последняя надежда». Эта фраза одновременно отсылает к фильмам Звёздные войны. Эпизод IV. Новая надежда и Этот чёртов кот.

## Факты
- Это один из немногих эпизодов, где не появляются трое основных персонажей — (Стэн, Кенни и Кайл).
- В этом эпизоде появляется инопланетянин: он виден на телеэкране, когда Эрик смотрит «Чужих», прямо позади Эллен Рипли.